# Jean-Charles Tardieu

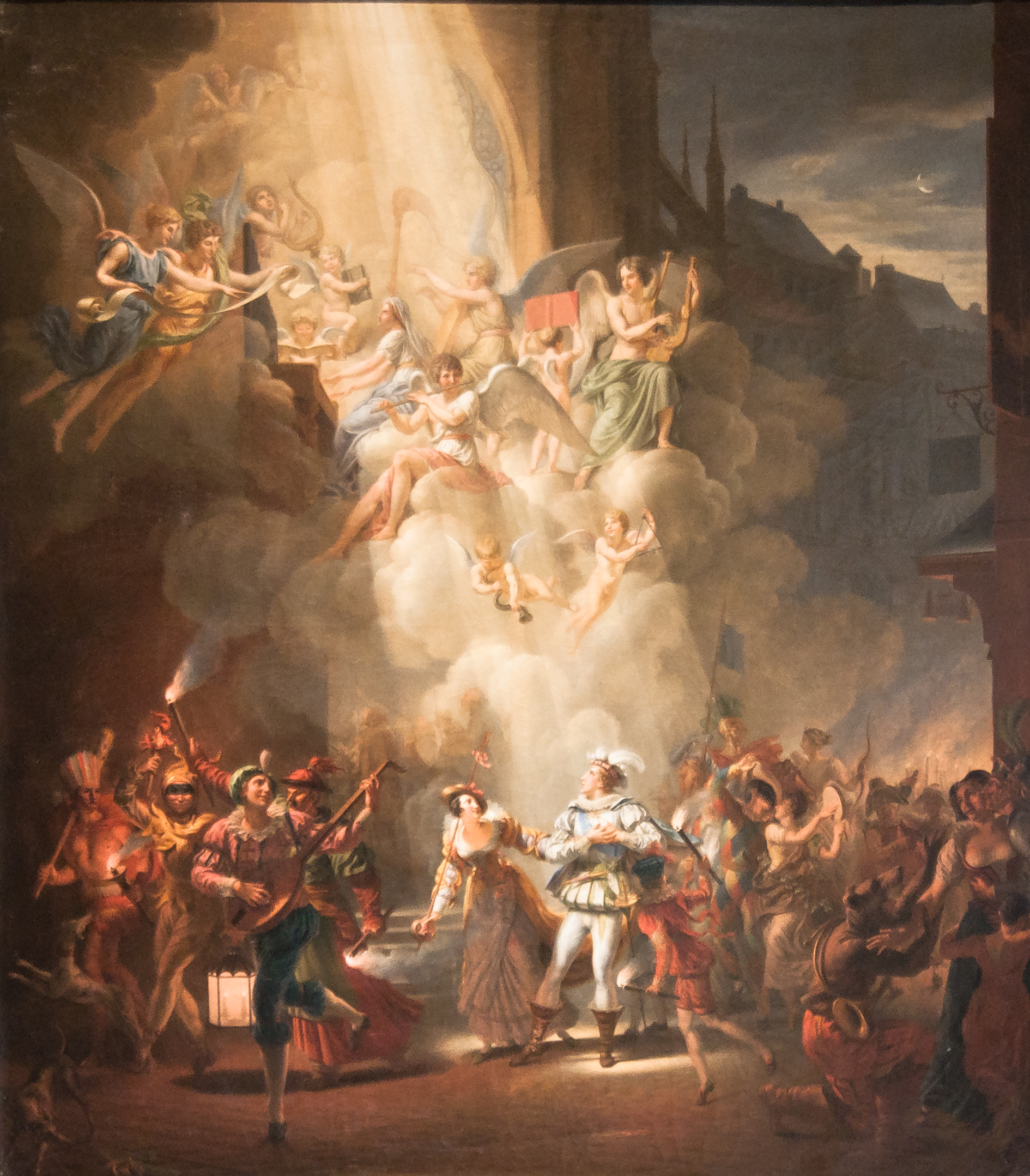
Die Umwandlung des Duc de Joyeuse

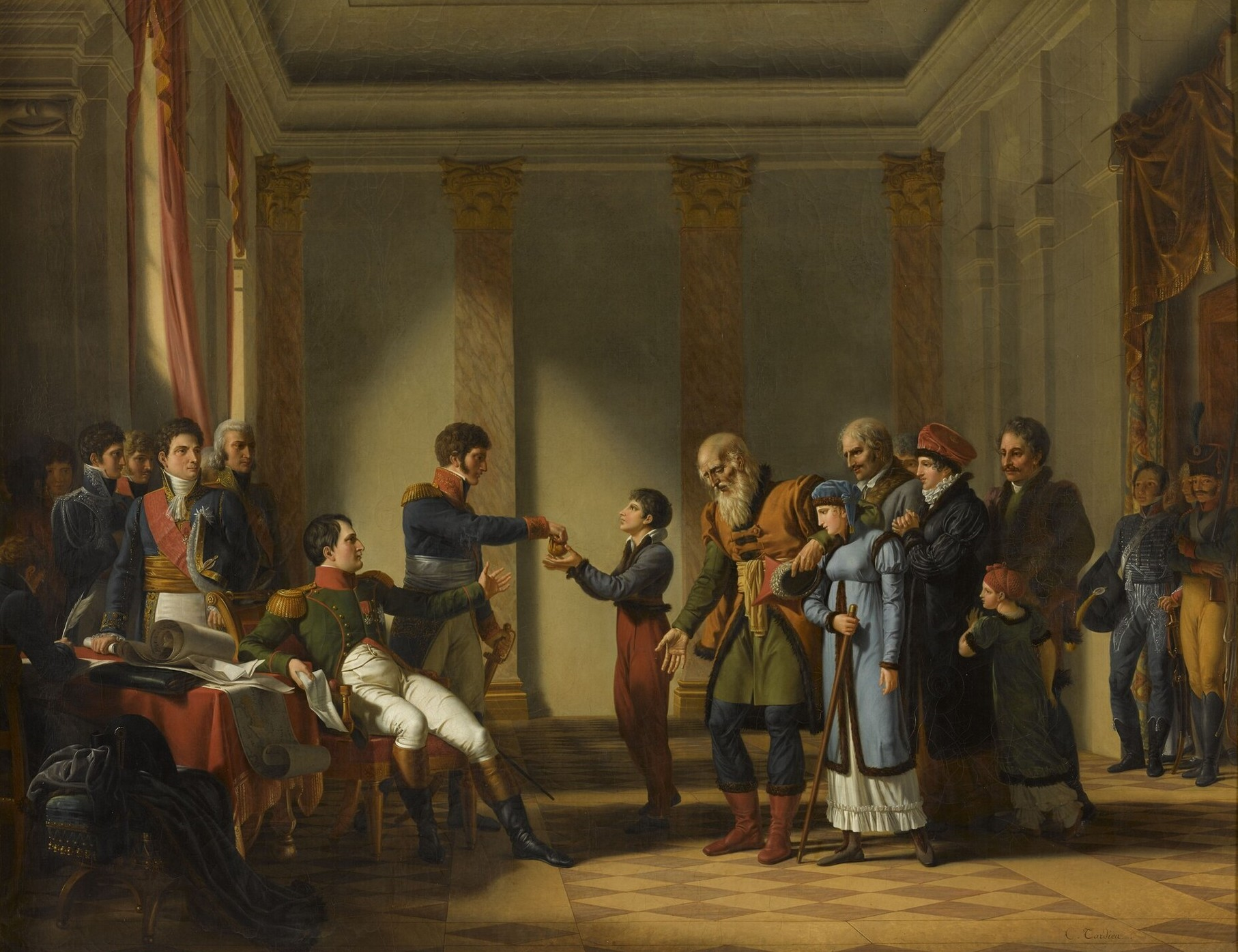
Akt der Wohltätigkeit von Napoleon I. auf dem Polenfeldzug

Jean-Charles Tardieu, auch bekannt als Tardieu-Cochin (* 3. September 1765 in Paris; † 3. April 1830 ebenda), war ein französischer Historien- und Genremaler. Der Beiname erklärt sich über die Verwandtschaft seiner Großmutter Marie-Anne Horthemels mit dem Maler Charles-Nicolas Cochin.

## Wirken
Jean-Charles Tardieu wurde in eine kunstsinnige Familie geboren. Sein Vater war Jacques Nicolas Tardieu und seine Mutter Claire Tournay. Er war Schüler von Jean-Baptiste Regnault und wurde Maler statt Kupferstecher. Obwohl ihm Können attestiert wurde, blieb der große Durchbruch aus. 1790 errang er, nur dieses eine Mal, beim großen Malwettbewerb auch sein bestes Ergebnis, einen zweiten Platz. Dennoch ließen sich seine Werke in den Sammlungen von Luxemburg und Versailles sowie in Museen von Rouen und Besançon finden. Auch mehrere Kirchen waren mit Bildern von ihm ausgestattet.
Wie es Jean-Charles Tardieu nach Rouen verschlug, ist nicht bekannt. Jedenfalls wurde sein Sohn Jules-Romain 1805 dort geboren. 1822 kehrte er dann nach Paris zurück.

## Bekannte Werke (Auszug)
- Jean Bart am Hofe Ludwig XIV.
- Die Umwandlung des Duc de Joyeuse

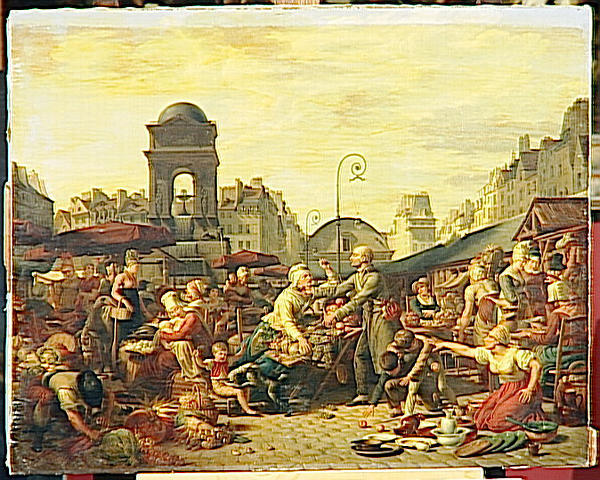
Eine Szende des Marché des Innocents in Paris
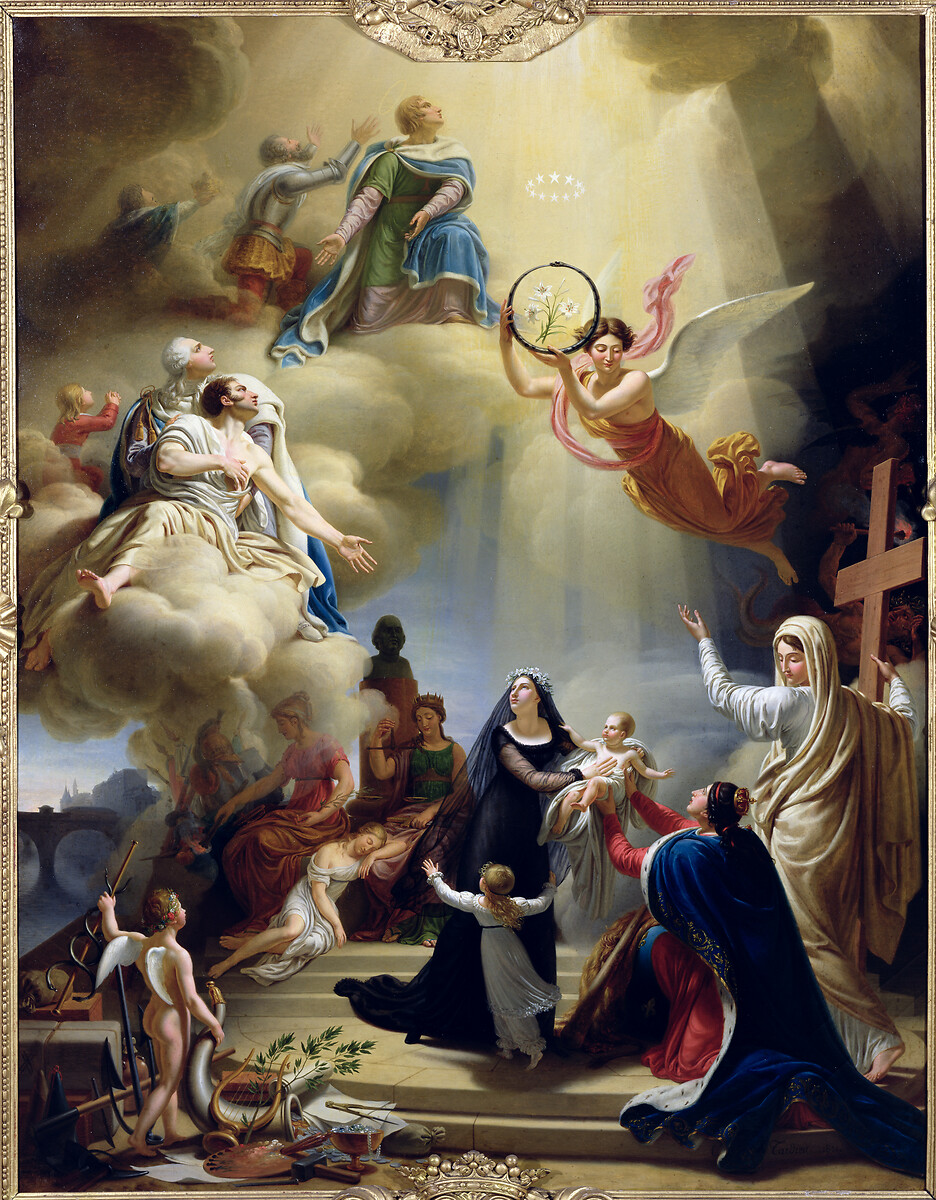
Darstellung der Ehre der Geburt von Heinrich IV.
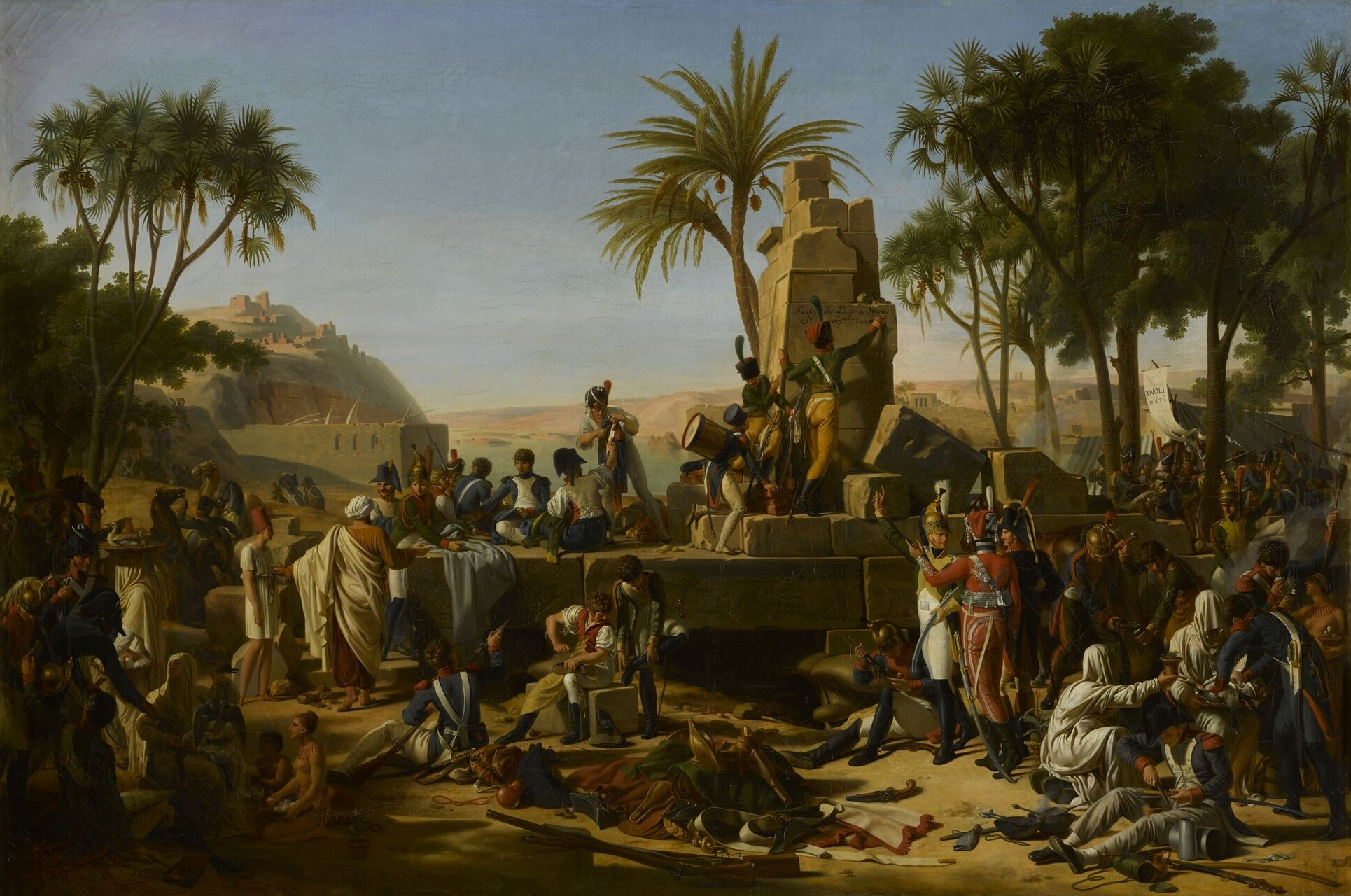
Rast der französischen Armee bei Assuan am 2. Februar 1799

- Geburt Heinrich IV.
- Akt der Wohltätigkeit von Napoleon I. auf dem Polenfeldzug